# Гестел, Петер ван
Петер ван Гестел (3 августа 1937 — 1 марта 2019) — голландский детский писатель.

## Биография
Ван Гестел окончил театральную академию, курс для актёров радиопостановок. После нескольких лет работы в качестве актера стал сценаристом и драматургом в голландской ассоциации общественного вещания — NCRV. В 1961 году дебютировал со сборником рассказов для взрослых.
Первое произведение — «Drempelvrees» — было издано в 1962 году и удостоено премии Reina Prinsen Geerligsprijs. Год спустя вышел «Buiten de grens». В 1976 году под псевдонимом Sander Joosten был напечатан «Ver van huis». В конце семидесятых годов ван Гестел опубликовал свои первые рассказы для детей в журнале Vrij Nederland, а затем в газете Het Parool.
С этого момента Петер ван Гестел пишет почти исключительно детские книги, в числе которых выделяется «Mariken». Это адаптация появившейся в XVI веке формы средневекового театра — Mariken van Nieumeghen — за неё ван Гестел получил награды: бельгийскую литературную премию «Золотая Сова», Jonge Gouden Uil, Zilveren Griffel, Woutertje Pieterse Prijs и Nienke van Hichtum-prijs. В 2000 году вышла одноименная экранизация книги.
За другую свою наиболее известную книгу — роман взросления «Winterijs», вышедшую в 2002 году и на сегодняшний день переведенный на все европейские языки, — Петер ван Гестел был удостоен премий «Woutertje Pieterse Prijs», «Nienke van Hichtumprijs» и основной награды в области нидерландской детской и юношеской литературы, премии Gouden Griffel. Премированы были и многие другие книги автора, и в 2006 году ван Гестел получил за все его творчество голландскую литературную премию Theo Thijssenprijs, присуждаемую авторам оригинальной голландской молодежной или детской литературы.
В России книгу «Winterijs» под названием «Зима, когда я вырос» выпустил Издательский дом «Самокат» в 2013 году.
Персонажи ван Гестела — молодые люди с уникальным взглядом на мир, которые еще не сделали свой выбор между главным и второстепенным. Как и все произведения Петера Ван Гестела, эту его книгу пронизывает юмор, критический взгляд на мир взрослых, и отточенное понимание психологии героев. Основной упор приходится не на сюжет, самое главное происходит в сознании и воображении главных героев.